# Махалакшми-врата
Махала́кшми-вра́та — один из священных дней индуизма, в которой замужние женщины-индуски проводят пуджу богине удачи, счастья и процветания Лакшми, ища её благословений на обретение материальных богатств и благосостояния членов семьи. День Махалакшми-враты определяется в соответствии с индуистским лунным календарём, согласно которому он выпадает на пятницу перед полнолунием месяца шравана (июль — август по григорианскому календарю). Наиболее широко Махалакшми-врату отмечают в южноиндийских штатах Андхра-Прадеш, Карнатака, Тамил-Наду, а также на части территории Махараштры и Ориссы.
Согласно одной из легенд, совершение этой враты (священного обета) рекомендовал Шива своей супруге Парвати. Согласно другой легенде, однажды богиня Варалакшми попросила во сне благочестивую деревенскую женщину по имени Чарумати совершить врату в этот день ради исполнения желаний. Чарумати, вместе с другими женщинами из своей деревни, с великой преданностью провели пуджу божеству, предложив ему множество изысканных блюд. К их удивлению, после этого их тела покрылись дорогими украшениями, а в дома пришло изобилие. С тех пор замужние женщины стали ежегодно проводить в этот день пуджу Лакшми.
В день Махалакшми-враты женщины прибираются у себя дома и украшают двор узорами ранголи. Приняв омовение, они надевают самые дорогие одежды и украшают себя драгоценностями. После этого они подготавливают калаши для проведения пуджи, заполняя их рисом и водой (что символизирует благосостояние) и покрывая их листьями манго и бетеля. Затем они помещают на калаш посыпанный куркумой и киноварем кокосовый орех, украшая его куском новой ткани. По мере возможности калаш также украшают различными драгоценностями, чтобы он выглядел более красиво. После этого калаш помещают на наполненное рисом блюдо. Основная пуджа начинается с поклонения Ганеше, который устраняет все трудности и препятствия. Затем в калаш призывают «воплотиться» богиню Лакшми. После этого одну тораму (связку из девяти верёвок с девятью узлами) обвязывают вокруг калаша, а другую надевают на запястье женщины, проводящей пуджу. Затем женщины воспевают санскритский гимн «Лакшми-аштоттара-шатанамам», состоящий из 108 имён Лакшми и предлагают Лакшми девять разновидностей сладких и солёных блюд. В завершение ритуала женщины воспевают различные гимны во славу Лакшми и оказывают почести одной из присутствующих женщин как представителю самой богини Лакшми, предлагая ей различные сладости. Вечером в дом приглашаются соседские женщины, которым предлагают тамбулам — подношение, состоящее из листьев бетеля, орехов бетеля, фруктов, киноваря, куркумы и денежного пожертвования (дакшины).